# St. Georg (Thüngen)

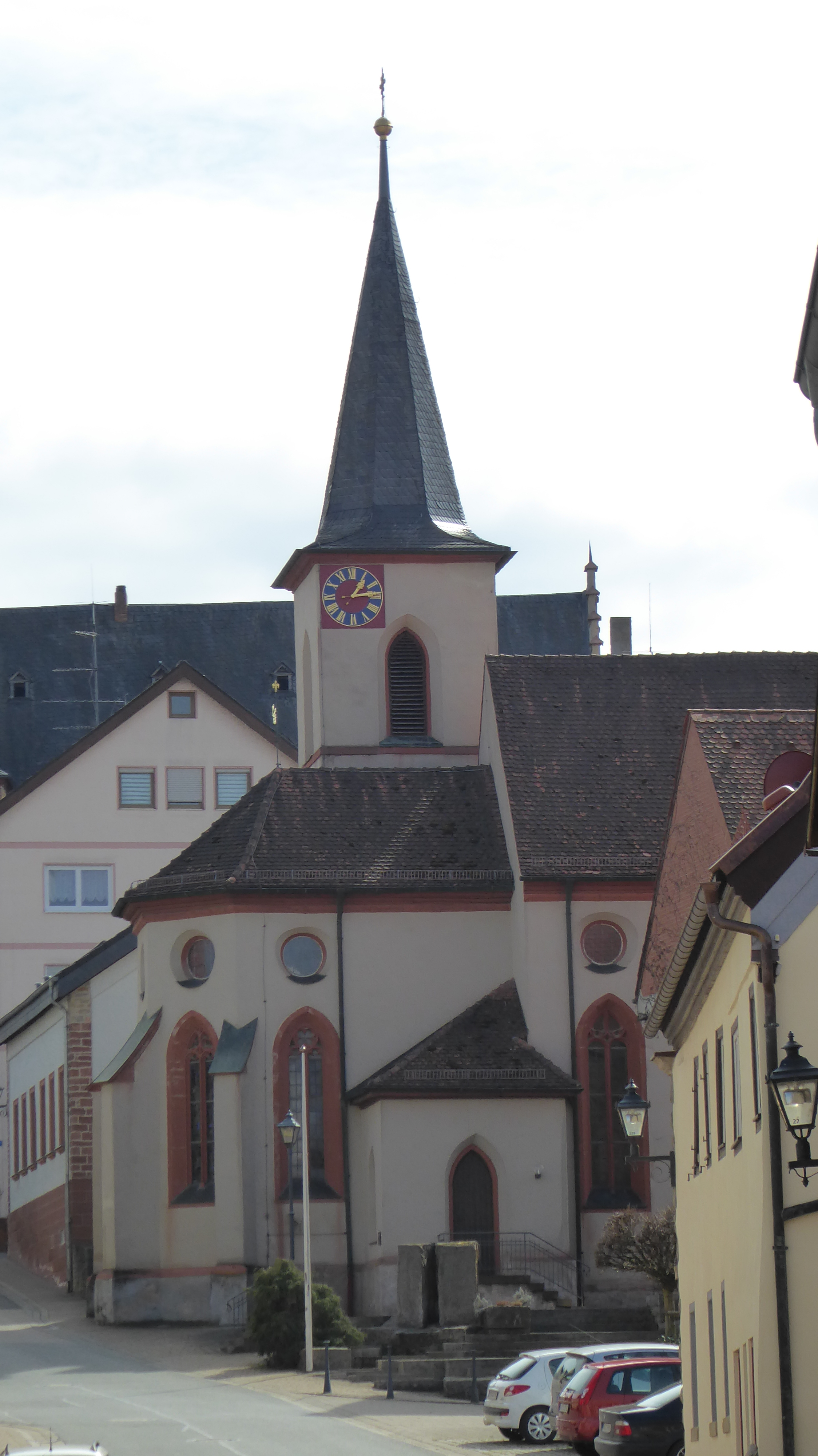
St. Georg (Thüngen)

Die evangelisch-lutherische Pfarrkirche St. Georg steht in Thüngen, einem Markt im unterfränkischen Landkreis Main-Spessart in Bayern. Das nachgotische, denkmalgeschützte Bauwerk entstand im 17. Jahrhundert. Die Kirchengemeinde gehört zum Dekanat Würzburg im Kirchenkreis Ansbach-Würzburg der Evangelisch-Lutherischen Kirche in Bayern.

## Beschreibung
Die Saalkirche stammt im Kern aus dem 17. Jahrhundert und wurde im 18. Jahrhundert barock ausgebaut. Sie besteht aus einem Langhaus, das mit einem Satteldach bedeckt ist, einem eingezogenen, dreiseitig geschlossenen Chor im Osten, der von Strebepfeilern gestützt wird, und einem Chorflankenturm an dessen Südseite, dessen oberstes Geschoss die Turmuhr und den Glockenstuhl beherbergt, und der mit einem achtseitigen, schiefergedeckten Knickhelm bedeckt ist. Die Sakristei befindet sich an der Nordseite des Chors.